# Aeroporto di Pskov
L'aeroporto di Pskov-Kresty è un aeroporto civile internazionale situato a 6 km a sud-est dalla città di Pskov, nella Oblast' di Pskov, in Russia europea.

## Storia
- 25 settembre 1991 - la fondazione della compagnia aerea russa Pskovavia (ICAO: PSW) sulla base della sovietica Aeroflot-Pskov.
- L'aeroporto di Pskov è diventato un aeroporto internazionale il 1º dicembre 1994.
- 1997-2007- la chiusura dei voli di linea dall'aeroporto di Pskov.
- 2003 - la modernizzazione della pista dell'aeroporto di Pskov.
- 2006 - la riapertura di voli di linea all'aeroporto di Pskov.

## Strategia
L'aeroporto di Pskov è base tecnica ed hub principale della compagnia aerea russa Pskovaivia che gestisce il terminal aeroportuale. Inoltre, in passato all'aeroporto si basava la compagnia aerea Lukiaviatrans.
L'aeroporto di Pskov è la base aerea delle Voenno-vozdušnye sily Rossijskoj Federacii dove è dislocato il 334mo Divisione dei Trasporti Aerei Militari che opera una flotta degli aerei cargo Ilyushin Il-76.

## Posizione geografica
L'aeroporto di Pskov si trova a 689 km ad ovest da Mosca ed a 287 km a sud-est da San Pietroburgo.

## Dati tecnici
L'aeroporto di Pskov è dotato di una pista attiva cementata di 2 514 x 44 m che permette il decollo/atterraggio di tutti i tipi degli elicotteri e degli aerei di classe A, B, C e parzialmente di classe D con il peso massimo al decollo di 250 tonnellate.
L'aeroporto di Pskov è un aeroporto internazionale aperto dalle 5:00 alle 14:00 (ora UTC +3/+4) escluso il sabato e la domenica.
L'aeroporto di Pskov è uno scalo d'emergenza per l'Aeroporto di San Pietroburgo-Pulkovo.
Il Terminal dell'Aeroporto di Pskov ha attualmente la capacità di 150 passeggeri/ora.

## Accordi commerciali
- Aerofuels
- Pskovaerocontrollo
- Rossija Airlines

## Collegamenti con Pskov
L'aeroporto è facilmente raggiungibile dal centro cittadino con le linee no.4, no.9, no.12 del trasporto pubblico municipale fino alla fermata "Aeroport".